# Ernst Friedrich Gerhard Fischer
Ernst Friedrich Gerhard Fischer (* 9. April 1806 in Großliebringen; † 3. August 1862 in Lübeck) war ein deutscher Musikdirektor, Pianist und Komponist.

## Leben

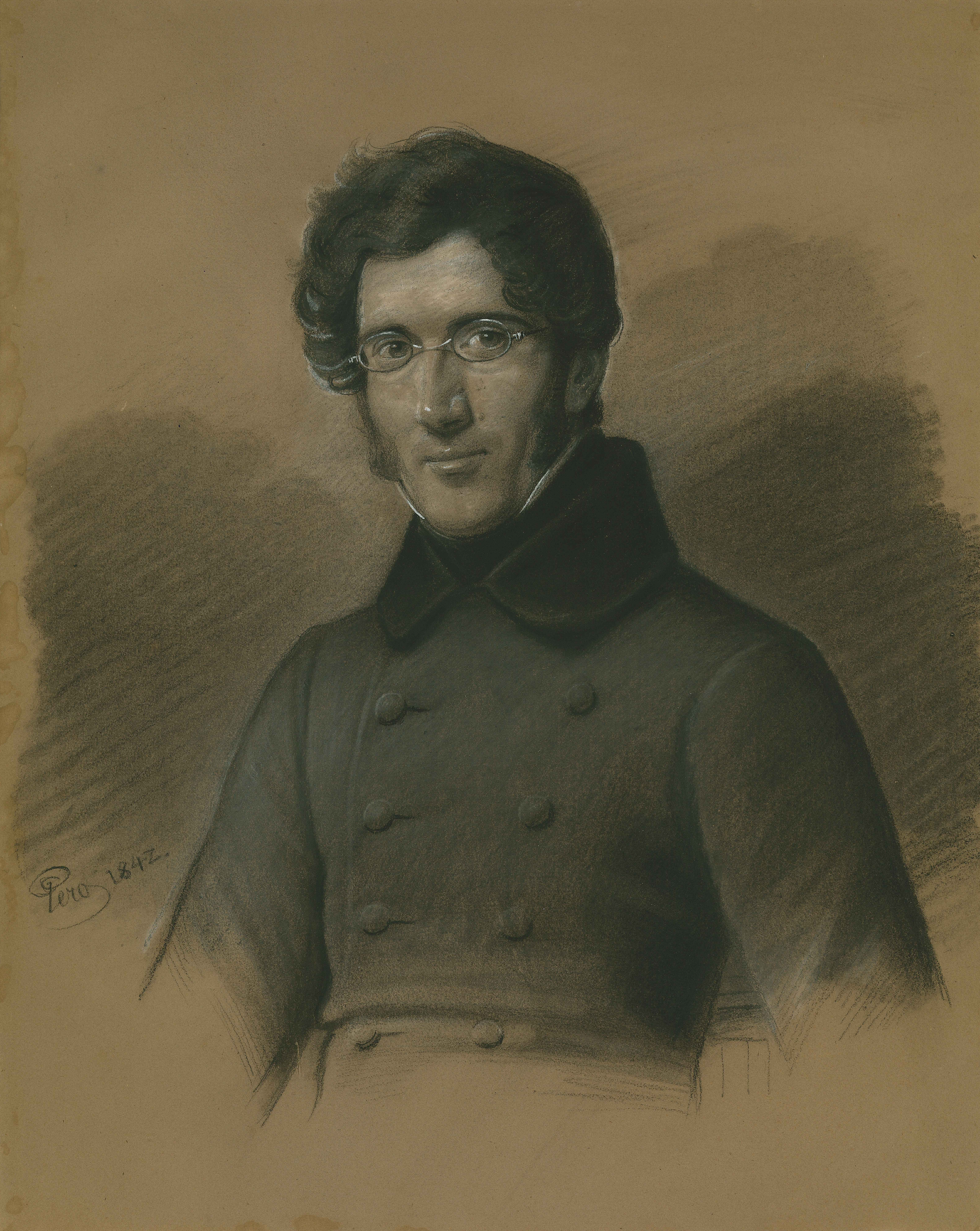
Dr. phil. Ernst Friedrich Gerhard Fischer 1806 - 1862, gehöhte Zeichnung von Joseph Wilhelm Pero 1842

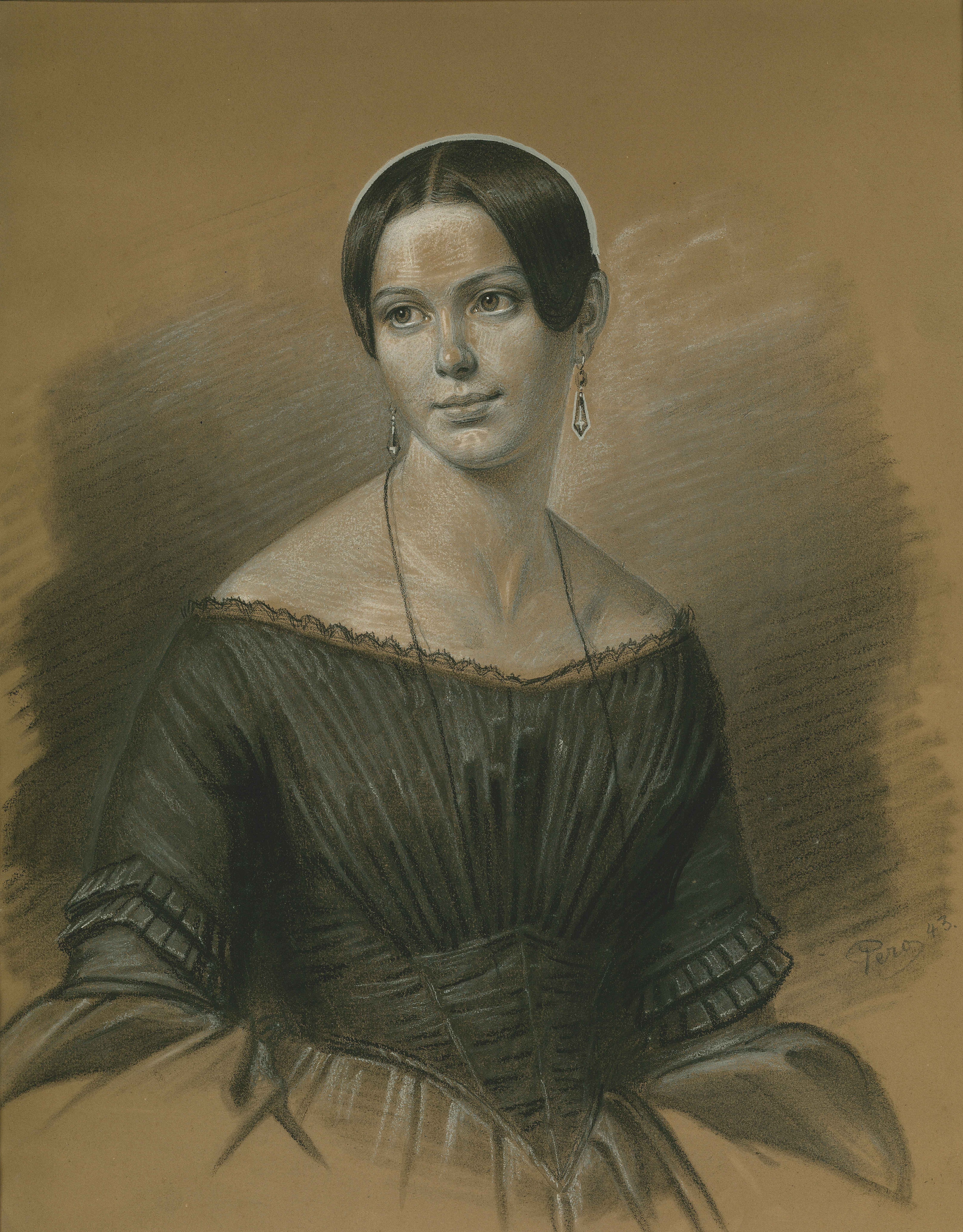
Elisabeth Emilie Auguste Fischer, geb. von Cossel, gehöhte Zeichnung von Joseph Wilhelm Pero 1843

Ernst Fischer war das jüngste Kind des Pfarrers der Dorfkirche Großliebringen. Er erhielt seinen ersten Unterricht zu Hause und besuchte ab 1820  das Gymnasium in Rudolstadt. Schon als Schüler trat er als Pianist unter Albert Methfessel auf und führte den Schülerchor an. Für seinen deutsch/lateinischen Abschlussvortrag 1825 bekam er das Thema: Die Macht der Tonkunst. Von dort ging er zum Studium der Evangelischen Theologie an die Universität Göttingen. Hier gehörte er dem Musikverein Euterpe an; in akademischen Konzerten trug er eigene Kompositionen vor. Wie damals nicht unüblich war er nach seinem Theologischen Examen als Lehrer tätig, zuerst bei einer Privatschule in Hannover. In dieser Zeit wurde er zum Dr. phil. promoviert. Darauf war er Hauslehrer beim Grafen Platen-Hallermund auf Gut Weißenhaus, beim Amtmann Joseph von Reventlow-Criminil in Rendsburg und schließlich bei der Familie von Bülow auf Gut Bothkamp.
Freunde aus seiner Göttinger Studienzeit, besonders der Pastor an St. Aegidien Carl Wilhelm Niemeyer (1804–1842), überzeugten ihn, nach Lübeck zu ziehen. 1833 ließ er sich als Pianist und Musiklehrer in Lübeck nieder. 1839 berief ihn die sogenannte Kleine Liedertafel zu ihrem Dirigenten. Bei der Errichtung der Allgemeinen Liedertafel im Januar 1842 wurde Fischer ihr erster Leiter. Ab 1840 war er daneben Musikdirektor der Lübecker Bürgergarde. Beim Norddeutschen Sängerfest 1844 dirigierte er das Weltliche Konzert, ebenso 1860.
Seit 1843 war er verheiratet mit Elisabeth Emilie Auguste, geb. von Cossel, 22.10.1824 - 13.1.1909.
Fischer starb am 3. August 1862 an Typhus.

## Werke
- Divertisement Nummer Eins: [für Klavier]. Manuskript (Digitalisat, Stadtbibliothek Lübeck)
- Six Valses brillantes pour le Piano-Forte; op.9. Lübeck: Hoffman & Kaibel o. J. (Digitalisat, Stadtbibliothek Lübeck)
- Trois Caprices pour le Pianoforte; op. 10. Lübeck: Hoffmann & Kaibel o. J. (Digitalisat, Stadtbibliothek Lübeck)